# Frau Freitag
Frau Freitag (* 1968; bürgerlicher Name hier unbekannt) ist das Pseudonym einer deutschen Lehrerin, Bloggerin und Buch-Autorin.

## Leben
Die Autorin „Frau Freitag“ ist Lehrerin für Englisch und Kunst. Laut eigenen Angaben ist sie Berlinerin. In einem Radio-Eins-Interview im Juni 2012 gab sie an, in Berlin-Neukölln zu arbeiten.
Ihren Beruf bezeichnet die Autorin als den schönsten der Welt. Sie möchte, dass ihre Schüler starke Menschen werden, dass sie in dieser schwierigen Übergangszeit vom Kind zum Erwachsenen zu sich selbst finden, ihre Stärken erkennen und dass sie stolz auf sich sind.

## Texte

### Blogeinträge
Seit 2009 schreibt „Frau Freitag“ über ihren beruflichen Alltag in dem Blog Na, wie war’s in der Schule?. Der Blog wurde 2012 täglich durchschnittlich von 4.500 Menschen gelesen. Alle Blogeinträge von „Frau Freitag“ zusammen können als ein Blogroman betrachtet werden.

### Druckfassungen von Teilen des Blogs
2011 erschienen die Einträge aus dem Schuljahr 2009/2010 als Buch Chill mal, Frau Freitag. Dieses stand fünf Wochen lang auf Platz 1 der Spiegel-Bestsellerliste für Sachbücher in Taschenbuchform. Der im Juli 2012 veröffentlichte Folgeband Voll streng, Frau Freitag! stand eine Woche lang auf Platz 1 der Bestsellerliste. Im September 2013 erschien „Frau Freitags“ Buch Echt Easy, Frau Freitag. Der Titel schaffte es bis auf Platz 14 der Bestsellerliste.

### Kriminalprosa
„Frau Freitag“ veröffentlicht gemeinsam mit ihrer Freundin „Frl. Krise“ eine Reihe gedruckter Kriminalromane. Als erster Band dieser Reihe erschien 2013 ein Buch mit dem Titel: Der Altmann ist tot (höchstes Ranking: Platz 11), als zweiter Band 2014 Übertrieben tot: Frl. Krise und Frau Freitag ermitteln. 2015 erschien der Roman Gangster in der Aula.

## Botschaften
Keiner der Schüler, die Frau Freitag unterrichtet (hat), ist für sie ein „Ausländer“, da ihre Schüler in Deutschland geboren sind und ihre Schulpflicht in Deutschland erfüllen, mithin auf eine Zukunft in Deutschland vorbereitet werden. Die Idee, Besonderheiten und Defizite monokausal auf die Herkunft eines Schülers zurückzuführen, hält sie für ebenso abwegig, als wenn das Versagen von Kollegen mit der „Oma aus einem bayrischen Dorf“ begründet würde.
In einem Interview mit dem „Stern“ verteidigt „Frau Freitag“ muslimische „bad boys“, die Sympathien mit islamistischen Terroristen zeigen und „schlimmste antisemitische Sprüche“ von sich geben. Oftmals erfüllten sie damit nur Rollenerwartungen, die Angehörige ihres Milieus an sie stellten. „Nicht jeder, der so etwas von sich gibt, ist kurz davor, beim Islamischen Staat zu kämpfen. In Einzelgesprächen hört sich das in den allermeisten Fällen schon ganz anders an.“ In einem Beitrag vom 12. Januar 2015 zeigt sich „Frau Freitag“ jedoch keineswegs abgeklärt, sondern schockiert über die Reaktion ihrer ehemaligen Schüler und nun 20 Jahre alten „Facebook-Freunde“, mit denen sie keine Lehrer-Schüler-„Einzelgespräche“ mehr führen kann, auf den Anschlag auf die Charlie Hebdo-Redaktion am 7. Januar 2015.

## Authentizität der Erzählungen
Zur Aufrechterhaltung ihrer Anonymität hat „Frau Freitag“ einige Vorsichtsmaßnahmen ergriffen:
- Die Ich-Erzählerin wird in den Büchern auch von Freunden nicht mit ihrem Vornamen angesprochen.
- Die Namen der Schüler sind geändert; sie werden grundsätzlich nicht mit ihrem Nachnamen bezeichnet.
- Die Namen von Kollegen und „Schulfremden“ werden nicht genannt oder sind ebenfalls Pseudonyme.
- Damit Leser nicht an Berlin denken, fährt die Ich-Erzählerin in Chill mal, Frau Freitag Bus statt U-Bahn.

Unklar ist, wie hoch der Anteil an Erfundenem in ihren Blogs und in ihren Büchern ist. So erklärt „Frau Freitag“ in ihren Blogs gelegentlich nachträglich zuvor Veröffentlichtes zur Fälschung oder „stilistischen Übung“. Focus Schule urteilt über „Frau Freitag“ und ihre Freundin „Frl. Krise“: „Die anonymen Bloggerinnen sind sich für keinen Seelen-Striptease zu schade, springen aber auch mit ihren Schützlingen nicht zimperlich um. Da wird gelästert, was in die Tasten geht, und zumindest Frl. Krise und Frau Freitag bedienen genüsslich jedes Vorurteil über bildungsferne Schichten an einer großstädtischen Gesamtschule. Ob Volkan wirklich so unverschämt ist, Leila so link, Hamid so faul? Vielleicht ja, vielleicht reine Fiktion.“

## Zitat
Freitag: „Sarrazin, weiß jemand wer das ist?“ Yusuf: „Sarrazin ist doch so eine Säure“. (aus Chill mal, S. 253).

## Rezeption
Sylvia Meise bewertet das Buch als Realsatire, ebenso Angelika Reiser-Fischer. Monika Funk hält den Roman für „amüsant, ehrlich, aufschlussreich“, die Frauenzeitschrift Freundin für „Zum Schreien komisch!“, Karoline Laarmann für „ehrlich, warmherzig und turbulent“.
Ein Vertreter des Schulministeriums in Nordrhein-Westfalen bewertet „Frau Freitags“ Vorgehen als riskant: Die Meinungs- und Pressefreiheit werde für Lehrer begrenzt durch „die Loyalitätspflicht, die Pflicht zur Mäßigung, Amtsverschwiegenheit und das Verbot der Flucht in die Öffentlichkeit“. Die Beschränkung gelte sowohl für angestellte Lehrer als auch für Beamte. Ein hessischer Ministeriumssprecher warnt: Sind die Schüler identifizierbar, „kann sich eine Lehrkraft strafbar machen. Privatgeheimnisse dürfen sie nicht öffentlich enthüllen“. Es gibt Berichte bloggender Lehrer, die die Berechtigung der Warnung bestätigen.

## Veröffentlichungen

### Bücher
- Chill mal, Frau Freitag, Ullstein Verlag, Berlin 2011, ISBN 978-3-548-37399-7.
- Voll streng, Frau Freitag, Ullstein Verlag, Berlin 2012, ISBN 978-3-548-37457-4.
- Der Altmann ist tot: Frl. Krise und Frau Freitag ermitteln, Rowohlt, Reinbek 2013, ISBN 978-3-499-25111-5.
- Echt easy, Frau Freitag, Berlin 2013, ISBN 978-3-548-37509-0.
- Übertrieben tot: Frl. Krise und Frau Freitag ermitteln, Reinbek 2014, ISBN 978-3-499-26868-7.
- Für mich ist auch die 6. Stunde. Überleben unter Schülern, Ullstein 2016, ISBN 978-3-86493-042-3.
- Man lernt nie aus, Frau Freitag! Eine Lehrerin in der Fahrschule des Lebens, Ullstein 2017, ISBN 978-3-548-37699-8

### Hörbücher
- Chill mal, Frau Freitag. Sprecherin: Carolin Kebekus. Hörbuch Hamburg Verlag, Hamburg 2012, ISBN 978-3-86909-105-1.
- Voll streng, Frau Freitag. Sprecherin: Carolin Kebekus. Hörbuch Hamburg Verlag, Hamburg 2012, ISBN 978-3-86909-106-8, wurde am 24. Juli 2012 auf NDR Kultur ausgestrahlt.
- Echt easy, Frau Freitag! Sprecherin: Carolin Kebekus. Hörbuch Hamburg Verlag, Hamburg 2013, ISBN 978-3-86909-134-1.
- Der Altmann ist tot: Frl. Krise und Frau Freitag ermitteln. Sprecherin: Joseline Gassen. Argon Verlag, 20. Juni 2013, ISBN 978-3-8398-1248-8.
- Übertrieben tot: Frl. Krise und Frau Freitag ermitteln. Sprecherin: Joseline Gassen. Argon Verlag, Berlin 2014, ISBN 978-3-8398-1328-7.